# La Fuga (banda)
La Fuga es una banda  de rock española de Reinosa (Cantabria) formada en el verano de 1996 por Rulo Gutiérrez . Está compuesto por Nando (guitarra), Xavi (voz y guitarra), Sergio (bajo) y Edu (batería). Han realizado más de 900 conciertos en una decena de giras y 10 discos publicados. Siendo una de las mejores bandas de rock nacional.

## Historia

### Formación y comienzos
El grupo comenzó a tocar en 1997. En el mes de septiembre, la banda, formada entonces por Edu (batería), Rulo (voz y guitarra), Fito (guitarra y voz) e Iñaki (bajista), comenzó a dar sus primeros conciertos en Reinosa y otros lugares de Cantabria y Palencia.

### Primer disco:Mira
Tras los buenos resultados de su maqueta, cada vez daban conciertos en más ciudades fuera de su localidad, llegando incluso a tocar en Madrid. Cada vez acudía más público a sus conciertos, y les reclamaban más canciones propias. Por todo esto decidieron grabar su primer disco llamado Mira, que se lanzó en 1998.
Para conseguir fondos para la grabación del disco, fueron al Ayuntamiento de Reinosa a solicitar alguna ayuda, y consiguieron ser contratados para dar allí dos conciertos, consiguiendo así el dinero necesario para poder ir a grabar a Navarra, en los estudios Sonido XXI, con los hermanos San Martín. La mitad del coste del disco fue pagada por los propios miembros, mientras que la otra mitad la puso un sello independiente de Santander, FAK Records.
Como colaboración, José Romero, técnico de guitarras del grupo, grabó un solo en «sueños».
Por motivos económicos familiares, Fito tuvo que abandonar el grupo. Es entonces cuando Nando entra como guitarra solista, participando en la grabación del disco. Gracias a esto, La Fuga realiza su primera gira, de más de ochenta conciertos, por varias provincias españolas.

### Un juguete por Navidad
En el año 1998 Fito participó con el grupo en calidad de invitado en un concierto benéfico organizado por la banda, que consiguió llenar el Teatro Municipal de Reinosa. El cuarteto interpretó tanto canciones propias como versiones de otros grupos, como Platero y tú, Maná o Los Suaves. La actuación quedó grabada en el disco-maqueta Un juguete por Navidad, lanzado como una edición especial numerada y firmada, con una tirada de solo 1000 copias.
Tras el concierto, los miembros del grupo pidieron a Fito su vuelta, y este aceptó. Así, se produjeron cambios en la estructura de la banda, quedando Nando como guitarra solista, Edu a la batería, Rulo en la voz, Fito como guitarra y voz e Iñaki al bajo, aunque este último decidió abandonar el quinteto al año siguiente por diferencias con sus compañeros, quedando determinada la formación más conocida por el público hasta el año 2009 cuando Rulo decidió irse del grupo seguido al poco tiempo por Fito.
Poco antes de sacar el nuevo álbum, Rulo tomó su papel de bajista, además de cantar y tocar la armónica.

### A golpes... de rock and roll
Aún en la búsqueda de una discográfica, en el año 2000 decidieron pedir un crédito para autoproducir el que sería su segundo disco de estudio, A golpes de Rock and Roll. En los meses de marzo y abril comienzan a grabar también en Sonido XXI, y ya lanzando el disco en junio, comienzan una gira, con buenos resultados entre la crítica y el público.
Durante esta gira, los hermanos San Martín (propietarios del estudio) propusieron a La Fuga la firma de un contrato para entrar en su nueva discográfica, EDG Music, y grabar con ellos dos discos. El grupo, además endeudado por la producción del disco, firma el contrato debido a las puertas que se abrían para su música y la amistad que mantenían con ellos.

### A las doce

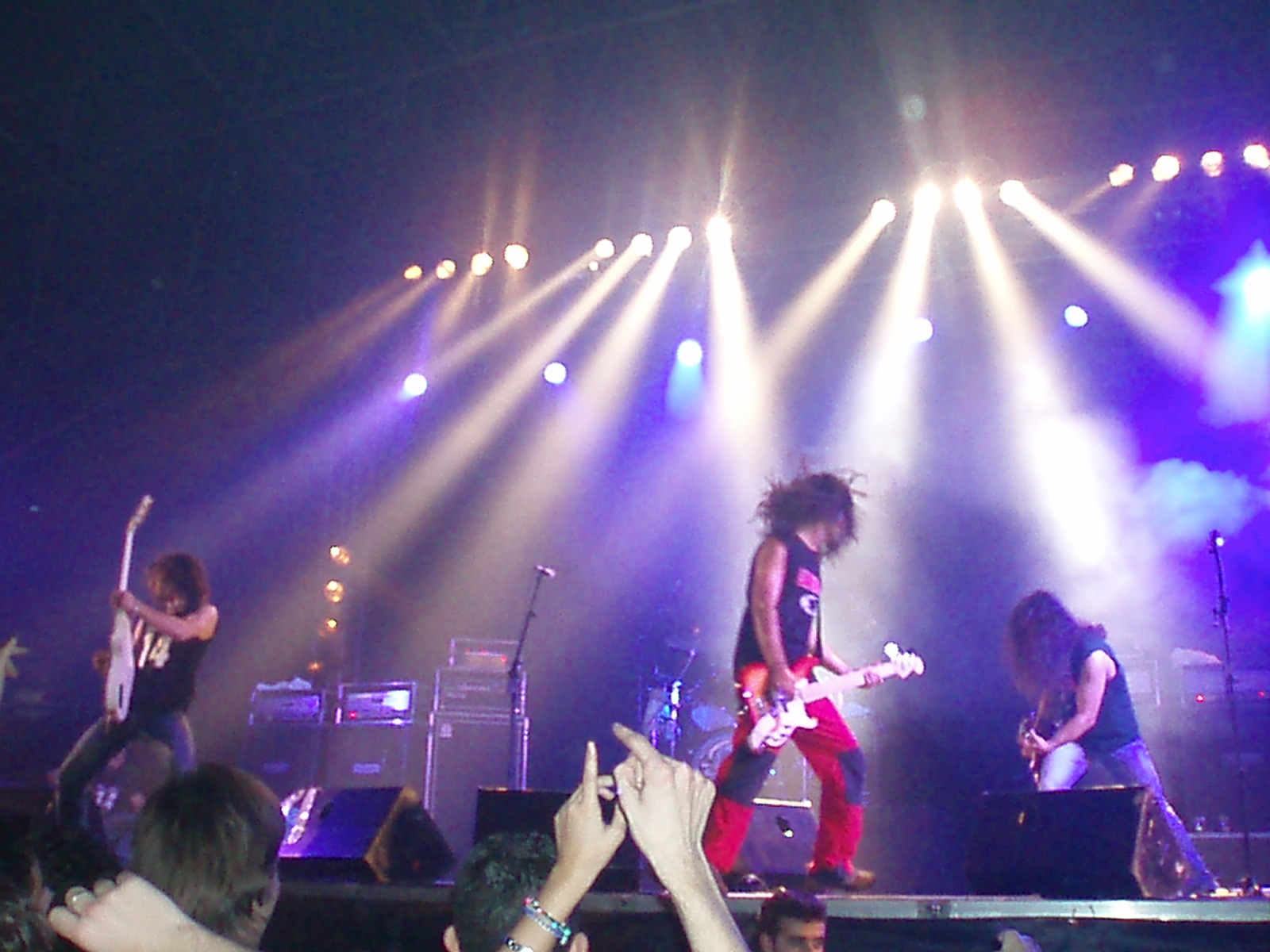
La Fuga en Salamanca.

En 2001, y tras varios meses dedicados a la composición de nuevos temas y grabación de maquetas, el grupo vuelve a viajar a Navarra para grabar un nuevo disco, A las doce. Con una preproducción mucho más importante en forma de maquetas, grabaron el disco en solo dos semanas, con mejores medios que en anteriores ocasiones, gracias a la nueva discográfica. Por este motivo contaron también con una promoción y distribución mucho más grande.
Además, la gira fue mucho más extensa que las anteriores, de unos 60 conciertos, pasando por festivales importantes a nivel nacional, tales como el ViñaRock y Derrame Rock, donde consiguieron ganar nuevos fanes.
Cabe destacar la participación de Aurora Beltrán en «Balada del despertador», y los primeros vídeos que grabaron: «Pa volar» y «Conversación, habitación».

### Calles de papel
Todavía tenían contrato con EDG para grabar un nuevo disco, cuando comenzaron a recibir llamadas de otras discográficas más importantes. Esta discográfica, animando al grupo a seguir adelante, no puso ningún tipo de traba para evitar que La Fuga firmara un nuevo contrato la multinacional Dro-Atlantic.
Calles de papel, lanzado en mayo de 2003, incluía un vídeo con imágenes de la gira de 2002. El trabajo destacó por la madurez del cuarteto, por todas sus mejoras tanto en la música como en el sonido. Además, grabaron un vídeo para «En vela» en Madrid. El disco consiguió unas ventas importantes, consiguiendo entrar en la lista de AFYVE (ahora Promusicae) en su primera semana.
En esta ocasión, los artistas invitados fueron Fito Cabrales, cuya voz aparece en «Sueños de papel», y Kutxi Romero, que grabó la voz en «Los lunes de octubre».
La gira fue aún mayor que las anteriores, y bajo el nombre de Calles de Papel Tour dieron 82 conciertos por todo el territorio nacional, acabando en la plaza de toros de Las Ventas, teloneando a Fito & Fitipaldis, con una gran acogida entre el público.
Por otro lado, en ese mismo año fueron invitados a participar en un homenaje a Barricada, llamado Un camino de piedras: un homenaje a Barricada, aportando su versión de la canción «Pasión por el ruido». Ya en 2004 participarían en otro disco-tributo, esta vez a Radio Futura, grabando una versión de «37 grados».

### Negociando gasolina
En abril de 2005 salió a la calle Negociando gasolina, con el que se dieron a conocer al gran público con el primer sencillo «Buscando en la Basura», según ellos un buen escaparate para darse a conocer entre gente que no los conocía. La primera tirada fue una edición especial que llevaba un DVD de regalo en el que se incluían todos los videoclips rodados hasta el momento, imágenes de la gira anterior y una entrevista en el estudio.
En esta ocasión, entre las colaboraciones están El Drogas, de Barricada, en «Baja por diversión», y de Laura, de un grupo de Cantabria, que hace los coros en «Amor de contenedor».
La gira comenzó un mes después de la salida del disco, y llegaron a todos los puntos de la geografía española.

### La Fuga en directo
Tras la gira de Negociando Gasolina, el cuarteto decide grabar un disco en directo en la sala Aqualung. En dos conciertos, los días 9 y 10 de diciembre de 2005, se grabaron audio y vídeo para el disco y DVD La Fuga en directo, que salió a la venta en abril de 2006, iniciando una nueva gira tras este lanzamiento.

### Nubes y claros

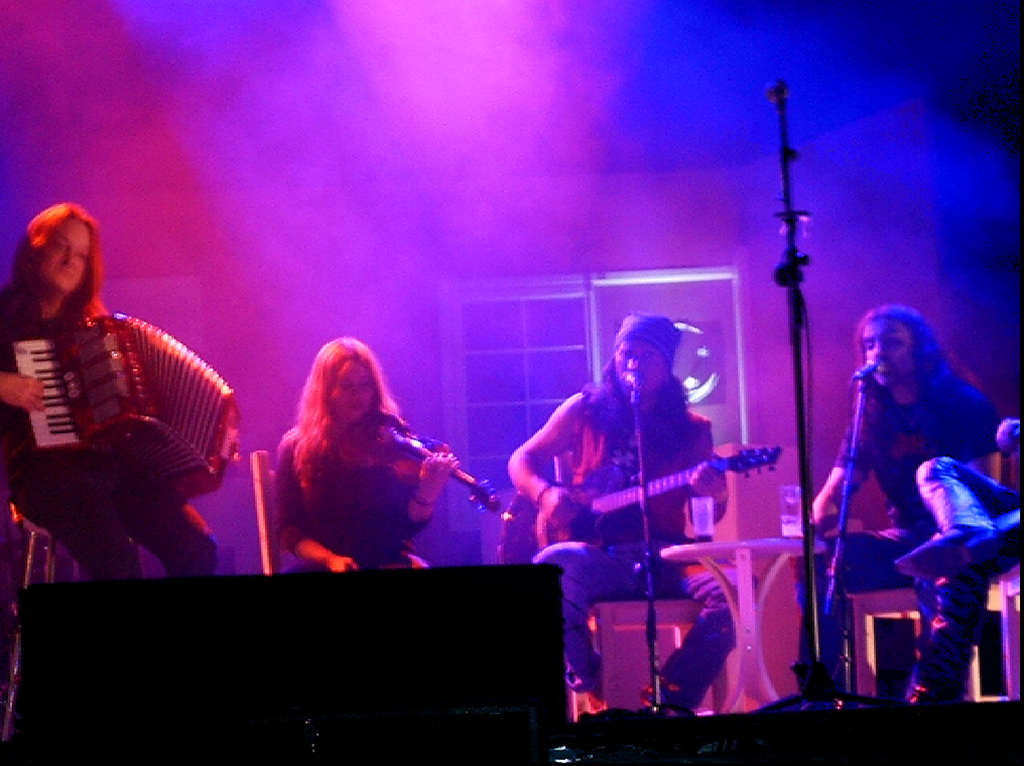
La Fuga en acústico, en Zaragoza.

El grupo decidió hacer un experimento con sus anteriores canciones, buscando su lado más intimista y melódico, haciendo un disco en acústico, llamado Nubes y Claros, que salió a la venta en septiembre de 2006. Incluyeron instrumentos que no habían aparecido en su carrera: violines, flautas, acordeones, etc. Nando, en el reportaje La Fuga: diez años definió el disco como una rareza, una camino por el que el grupo no iba a ir. Además de versiones de sus canciones anteriores, versionaron «Donde habita el olvido», de Joaquín Sabina.
El grupo anunció una minigira acústica, llevando con ellos todos los instrumentos que habían participado en el disco, con una puesta en escena especial, ya que tocaron en distintos teatros y auditorios del territorio nacional.
El disco incluía un DVD especial con vídeos y reportajes.
Por primera vez en su carrera, realizaron una gira fuera de España. En mayo y septiembre de 2007, visitaron Argentina, Uruguay y Chile, países en los que tuvieron una buena acogida y donde tocaron junto con el grupo uruguayo La Chancha y los argentinos Bulldog.

### Asuntos pendientes
Tras casi tres años sin un disco completamente nuevo, La Fuga anunció la salida de Asuntos Pendientes, su nuevo disco. Esta vez la producción fue mayor que ninguna de las anteriores, al igual que la promoción, llegando la banda a ser portada de una revista tan importante a nivel nacional como es HeavyRock.
El disco fue en parte condicionado por la gira latinoamericana: algunas canciones las escribieron durante ese tour, y se nota en las letras la sorpresa del grupo ante la situación de vida de parte de los habitantes de la zona.
El primer sencillo, «No sólo respirar», es el tema en el que más cambia el ritmo de toda su discografía, es más, acaba siendo el más rápido. Por otra parte, el vídeo fue grabado en el mismo lugar y con las mismas arañas mecánicas que «Polvo en los ojos», de Soziedad Alkohólika.
En la gira de presentación pasaron de nuevo por ViñaRock, entre otros lugares. También tocaron en el Mediatic Festival.

### Rulo abandonaLa Fuga
El día 27 de octubre de 2009, la Fuga anunció el abandono del grupo por parte de Rulo, bajista y voz además de compositor y fundador de la banda. A pesar de ello, el grupo dijo que seguiría haciendo música como siempre. 
El comunicado oficial de la banda decía:

Debido al cansancio, las tensiones originadas por esta última gira y demás acontecimientos, os queremos informar por nuestra parte, que Rulo ha decidido abandonar el grupo. Por lo que a nosotros respecta; Fito, Edu y Nando, deciros que seguimos apostando por La Fuga, por la música, por los viajes, y sobre todo, por vosotros. Así que, en primer lugar, os contamos que se van a cumplir todos los acontecimientos planeados, como son grabar nuevo disco y defenderlo en una nueva gira por todos los países en los que hay amigos que nos quieren. Por último, aseguraros que mantenemos, si no toda la ilusión, mucha más, y que esperamos desde ya, tener todo vuestro más sincero apoyo en esta etapa de cambios dura, pero al mismo tiempo estimulante. Sin más, os mandamos a todos un fuerte abrazo. Salud y rock 'n' roll!! La Fuga.

Posteriormente, en junio de 2010 Fito también abandonó La Fuga para tocar con Rulo.
La separación de la banda tuvo como consecuencia la creación de dos bandas formadas por sus integrantes:
- Por un lado Rulo y Fito que se unieron en una banda llamada Rulo y la contrabanda, encabezada por Raúl (Rulo).
- Por otro lado, prosiguió La Fuga, que, tras un invierno de búsqueda y trabajo, en 2010 presenta a Pedro. Se lanzó nuevo disco titulado Raíces el 8 de marzo de 2011.

### Nueva época sin Rulo
En 2011 lanzan Raíces, un disco enérgico y optimista que supone un reencuentro con la garra y la honestidad roquera, las que fueran las señas de identidad del grupo desde sus orígenes; un trabajo tenaz que aúna la calidad de la experiencia, la frescura de las ganas renovadas y el aliento de las colaboraciones de miembros de dos bandas que marcaron los principios de La Fuga: Barricada y Los Suaves. Pedro, Nando, Edu.
En 2013, lanzan Más de Cien Amaneceres, nuevo disco que continúa esa intensidad roquera, que caracterizaba al grupo en sus inicios con canciones como Lunes de Olvido, Mi Perdición, Maldita o Camarote.
En 2017, sacan Humo y Cristales, contando en la grabación del videoclip con actores como Quique San Francisco y Beatriz Rico.

### Pedro abandonaLa Fuga
El día 21 de septiembre de 2021, Pedro lanza un comunicado en el que anuncia que el grupo La Fuga ha decidido prescindir de él como cantante, letrista y vocalista. Este comunicado para Nando sería "una puñalada trapera por la espalda"; así lo hace ver en su propio comunicado.
Comunicado de Pedro:

Hola a tod@s. Lo que viene a continuación es una de esas noticias que uno nunca quiere dar, pero no queda otra manera que afrontarla con respeto y agradecimiento. El grupo La Fuga ha decidido no seguir contando conmigo como cantante, letrista y vocalista. Es una situación dolorosa y dura, pero en estos momentos, en mi cabeza solo surgen palabras de agradecimiento. Han sido doce años maravillosos, en los que he intentado responder con todas mis fuerzas a la gran oportunidad que se me brindó. He aprendido muchísimo y he disfrutado todavía más. Pero ahora toca respirar y apostar todo mi ser a la aventura ya iniciada con Razkin, que de esta manera se convierte en mi proyecto vital en lo que a la música se refiere. Desde estas líneas no quisiera dejar pasar la oportunidad de agradecer a todas aquellas personas que se han cruzado en mi camino por su paciencia, apoyo y talento. Y, por encima de todo, a vosotr@s, ya que nada tendría sentido si no estuvierais ahí. Estad atent@s porque Razkin sigue más vivo que nunca y, sin ir más lejos, mañana será el principio de una nueva vida.
RZK

Comunicado de Nando:

Por decir lo que pienso, sin pensar lo que digo, mas de un beso me dieron, y mas de un bofetón.. (Sabina)
Los que me conocéis bien, sabéis de sobra en que no me corto en decir lo que hay, no me suelo morder la lengua, y soy consciente de que a veces se puede ser mas «suave».
Así que en vez de extenderme mucho hablando de los últimos y lamentables acontecimientos, (curiosamente, un día antes de una promoción de material nuevo) (aquí huele a cuerno quemado) pues prefiero compartir las sabias y elegantes palabras de mi hermano, Edu, con el que llevo mas de media vida pateando el mundo (y lo que queda).
Por otra parte, para responder los cientos de mensajes que estoy recibiendo, preguntándome que como estoy, pues que os voy a decir, ¿Cómo voy a estar?
Si una persona, a la que abrí las puertas de mi casa, de mi familia, de mi banda, una persona a la que le ofrecí mi amistad, una persona que vino sin nada y le di todo, para integrarle, para intentar que estuviese cómodo, para que se sintiese uno mas…. va y me mete sin avisar una puñalada trapera por la espalda… no voy a entrar en detalles, porque ni en estas condiciones quiero contar cosas que le puedan perjudicar. Pues eso, que llevo unos días sintiéndome, roto y usado, vamos, que se ha aprovechado al máximo del regalo que le hicimos y ahora «ahí os quedáis’’
Y por último, no me siento mal porque crea que La Fuga se acaba, porque que quede clarísimo, esto no va a ocurrir; me siento mal anímicamente, tengo un vacío en el alma, porque alguien a quien consideré un amigo, un hermano, me ha fallado, me ha defraudado.
Así que nada Pedro te deseo lo mejor en tu carrera en solitario (es lo de siempre) y ojalá que algún día, el tiempo cierre las heridas y nos podamos echar aunque sea, una cerveza sin rencor.
Nando.

Comunicado de Edu:

Septiembre de 1.996 – Septiembre de 2.021.
Que forma más extraña de celebrar un 25 aniversario, no digo que siempre tenga que ser con un concierto especial y emotivo, pero no imaginaba que la celebración fuera de esta forma tan amarga. Y aun así lo celebro, porque es mucho lo que el grupo me ha dado. Y porque hay que afrontar las cosas como vienen, y digo como vienen, porque no he ido a buscar nada, no he creado ni propiciado todo lo que ha ocurrido recientemente, una vez más, me viene todo encima, y una vez más me lo encuentro de cara. Puede que esta vez sean las ganas ya acumuladas las que me llevan a escribir unas líneas en las redes, a modo de terapia personal, para quien quiera leerlas. Solo la idea de echar a alguien, ya me da escalofríos, en el grupo nunca ha existido ese planteamiento, no voy a llevar esa carga tan pesada encima, siempre he afrontado lo que he hecho, para bien o para mal, pero no voy a afrontar lo que no he hecho. Lo que toca ahora es volver a pelear por esa idea de grupo que se creó hace 25 años y que tanto cuesta mantener, es defender al grupo por encima de los egos personales, es liberarse de acusaciones injustas que lleven a malos entendidos, y sobre todo agradecer a todos los que han pasado por el grupo, porque todos, y digo todos, han formado parte de este viaje. Y el agradecimiento más especial siempre será a toda la gente que me ha apoyado en los buenos y en los malos momentos.
Salud y Rock and Roll.

Como se puede leer en los comunicados de Nando y Edu, su intención es seguir adelante con La Fuga por lo que probablemente tengamos noticias próximamente.

## Componentes
Miembros actuales
- Fernando González Miguel, Nando: guitarra solista (desde 1998)
- Eduardo Sierra Cuesta, Edu: batería (desde 1996)
- Xavi: voz y guitarra
- Sergio: bajo

Exmiembros
- Raúl Gutiérrez Andérez, Rulo: voz (1996-2009), guitarra (1996-1999) y bajo (1999-2009)
- Adolfo Alejandro Garmendia Pindado, Fito: guitarra y coros (1996-1998, 1998-2010)
- Iñaki Durán: bajo (1996-1999)
- Pedro Fernández Razkin, Razkin: voz  y guitarra(2010-2021)

## Discografía
- Mira (1998).
- A golpes de Rock and Roll (2000).
- A las doce (2001).
- Calles de papel (2003).
- Negociando gasolina (2005).
- La Fuga en directo (Sala Aqualung de Madrid) (2006).
- Nubes y claros (Acústico) (2006).
- Asuntos pendientes (2008).
- Raíces (2011)
- Más de cien amaneceres (2013)
- Humo y cristales (2017)
- Mientras brille la luna (Directo (2017)
- Demasiado tarde (2022)
- Luna (2022)
- Cada vez duele menos (2023)
- Justo después del silencio (2025)

### Maquetas
- El camino (1997).
- Un juguete por Navidad (Edición limitada) (1999).

### DVD
- La Fuga en directo (Sala Aqualung de Madrid) (2006).

### Colaboraciones
- 2003- "Pasión por el ruido": Colaboración en Un camino de piedras. Un tributo a Barricada.
- 2004- "37 grados": Colaboración en Arde la Calle. Un Tributo a Radio Futura.